# Marisa Sannia canta Sergio Endrigo... e le sue canzoni
Marisa Sannia canta Sergio Endrigo... e le sue canzoni è un album interpretato da Marisa Sannia, in omaggio a Sergio Endrigo, suo autore preferito, pubblicato dalla CGD nel 1970. Le canzoni di Endrigo sono nella prima facciata mentre nel lato B ci sono diverse canzoni già incise su 45 giri, fra queste alcune cover di canzoni brasiliane e brani originali di diversi autori italiani, fra cui La compagnia ripresa poi da Lucio Battisti. Nel disco sono raccolte sedici canzoni.

## Tracce
Lato A
1. Canzone per te - (Sergio Bardotti, Sergio Endrigo)
2. Girotondo intorno al mondo - (Sergio Endrigo, Paul Fort)
3. Il treno che viene dal Sud  - (Sergio Endrigo)
4. Io che amo solo te - (Sergio Endrigo)
5. Mani bucate - (Sergio Endrigo)
6. Adesso si - (Sergio Endrigo)
7. Perché non dormi fratello - (Sergio Endrigo)
8. Come stasera mai - (Sergio Endrigo)

Lato B
1. Una lacrima (Una lagrima  Peret)- (Francisco Del Val, Paolo Limiti, Genaro Monreal, Felice Piccarreda)
2. L'amore è una colomba - (Giancarlo Bigazzi, Totò Savio)
3. La finestra illuminata  - (Luciano Beretta, Claudio Cavallaro)
4. La canzone di Orfeo (Manhã de Carnaval - (Antônio Maria Araújo de Morais, Luiz Bonfá, Marcel Camus, Mario Panzeri)
5. Guarda  - (Daniele Pace, Mario Panzeri)
6. La compagnia - (Carlo Donida, Mogol)
7. Io darei la vita mia (Eu daria minha vida - Martinha) - (Sergio Bardotti, Martinha)
8. La sirena  - (Oscar Anderle, Antonietta De Simone, Sandro)

## Musicisti
- Orchestra: Angel "Pocho" Gatti
- Orchestra: Gianfranco Monaldi